# خوشبختی (ترانه)
خوشبختی (به ایتالیایی: Felicità) آهنگی دو نفره از آلبانو کاریزی و رومینا پاور در ۱۹۸۲ است که از لحاظ تجاری بسیار موفقیت‌آمیز بود و بدون شک شناخته شده‌ترین آهنگ آنها باقی مانده‌است. «خوشبختی» به همراه «در آسمان آبی نیلی‌فام»، «کِی کِی کِی» و «با تو می‌روم» از مشهورترین آهنگهای ایتالیایی در جهان شناخته می‌شود.

## اطلاعات آهنگ
این دو با آهنگ در جشنواره موسیقی سانرمو شرکت کردند و دوم شدند. این آهنگ در آلبوم ۱۹۸۲ خوشبختی (معروف به هوای خالص) نیز وجود داشت. آهنگ پایانی آلبوم، «شما را در باهیا می‌بینیم»، به عنوان قسمت ب منتشر شد. برای انتشار نسخه اسپانیایی، هر دو آهنگ به زبان اسپانیایی دوباره ضبط شد و تک آهنگ تصویر جلدی متفاوتی دریافت کرد.
«خوشبختی» با موفقیت بزرگ تجاری روبرو شد، در صدر جدول تک آهنگهای ایتالیا و در نهایت در مارس – ژوئن ۱۹۸۲، میلیون‌ها نسخه بین‌المللی آن فروخته شد.
این ترانه توسط لئا سیدو در پایان فیلم لورد ۲۰۰۹ اجرا شد.

## موزیک ویدیو
موزیک ویدئوی این آهنگ در سن پترزبورگ روسیه و در ساحل رودخانه نوا فیلم‌برداری شده‌است. این ویدیو به ترتیب از آلبانو کاریزی و رومینا پاور در حال اجرای آهنگ هنگام رانندگی با قایق موتوری و نشستن در کالسکه استفاده فیلم‌برداری شدهاست. پاور و سیاهی‌لشکرهای موزیک ویدیو لباس‌های تاریخی می‌پوشند.

## عملکرد نمودار
| نمودار (۱۹۸۲) | اوج موقعیت |
| ------------- | ---------- |
| اتریش         | ۹          |
| بلژیک         | ۷          |
| چکسلواکی      | ۱          |
| فرانسه        | ۱۰         |
| آلمان         | ۶          |
| ایتالیا       | ۱          |
| هلند          | ۱۸         |
| سوئیس         | ۳          |

## یادداشت
1. ↑  Sharazan
2. ↑  Tu, soltanto tu
3. ↑   [felitʃiˈta]
4. ↑  Quando quando quando
5. ↑  Con te partirò